# L'uomo nel buio - Man in the Dark
L'uomo nel buio - Man in the Dark (Don't Breathe 2) è un film del 2021 diretto da Rodo Sayagues.
Thriller/horror statunitense, séguito del film Man in the Dark del 2016. 
Il regista Sayagues, al suo debutto, ha scritto la sceneggiatura insieme a Fede Álvarez, che aveva diretto il primo film.
Il seguito è prodotto da Álvarez, Sam Raimi e Robert Tapert, e vede la partecipazione di Stephen Lang, che riprende il ruolo di Norman Nordstrom, con Brendan Sexton III e Madelyn Grace in ruoli secondari.

## Trama
Otto anni dopo gli eventi del primo film, il vecchio cieco Norman Nordstrom vive con l'undicenne Phoenix e il suo rottweiler, Shadow, in un sobborgo di Detroit. Norman dice a Phoenix che sua madre naturale è morta in un incendio nella loro vecchia casa.
Hernandez, l'unico legame di Norman con la società, anche lei veterana dell'esercito, convince Norman a lasciare che Phoenix l'accompagni in una commissione in città per passare un po' di tempo fuori casa. Un individuo dall'aspetto sospetto tenta di rapire Phoenix, ma viene spaventato da Shadow. La sua banda segue il furgone di Hernandez fino a Norman, dove aspettano che Hernandez lasci Phoenix per poi ucciderla quando se ne va. Dopodiché attirano Shadow e uccidono anche lui. Quando Norman esce per cercare Shadow, la banda fa irruzione per rapire Phoenix. Segue una lotta tra Norman e la banda, quando il capo della banda, Raylan, dice a Phoenix di essere il suo vero padre, confermandolo mostrando che entrambi hanno una ciocca di capelli bianchi.
Viene rivelato che la casa di Phoenix è bruciata dopo l'esplosione di un laboratorio di metanfetamine nel seminterrato e Raylan è stato incarcerato per otto anni. Norman trovò Phoenix incosciente tra i rottami e la portò a casa per prendere il posto della figlia morta. Dopo il rilascio, Raylan ha visto Phoenix viva quando ha lasciato dei fiori al memoriale di sua madre. Phoenix viene quindi narcotizzata e portata via da uno degli scagnozzi del padre. Raylan ordina al proprio cane di uccidere Norman, che intrappola l'animale in soffitta. La banda dà fuoco alla casa e se ne va con la bambina. Norman intanto fa amicizia con il cane, mentre fuggono insieme dalle fiamme, e il cane lo conduce al nascondiglio dell'hotel della banda.
In hotel, Raylan rivela che il vero nome di Phoenix è Tara e la presenta a sua madre, che è viva ma malata terminale. L'uomo le spiega che la madre ha innescato l'esplosione mentre "cucinavano in cantina", senza mai specificare cosa, con conseguente avvelenamento dei suoi organi interni. Tara comprende dunque troppo tardi la verità: i suoi spietati genitori l'hanno rapita solo per un trapianto di organi per la madre di Tara. E quel che è peggio è che, a causa della mancanza di farmaci e strutture, Tara sarà cosciente mentre il suo cuore viene rimosso dal medico trafficante di organi assunto da Raylan. Un blackout elettrico impedisce la procedura e gli uomini di Raylan subiscono un'imboscata da Norman, che sfrutta l'oscurità per eliminarli uno per uno a eccezione di Raul, che non ha mai condiviso ciò che il suo capo aveva intenzione di fare, dopo aver saputo le sue reali intenzioni, e che quindi lo aiuta a rintracciare i criminali tramite una scorciatoia. Norman uccide il chirurgo e uno sparo vagante uccide la madre di Tara. Infine cava gli occhi a Raylan e lo lascia per morto.
Gravemente ferito, il veterano conferma a Tara che suo padre stava dicendo la verità. Le confessa poi i suoi crimini passati, tra i quali omicidio e stupro, e le dice di fuggire in salvo. Raylan, ancora vivo, riappare e pugnala Norman alle spalle, solo per essere poi pugnalato a morte da Tara. Subito dopo la bambina tenta di aiutare Norman, sostenendo di poterlo salvare, e, prima di soccombere per le sue molteplici ferite, l'uomo le risponde che lo ha già fatto. Tara se ne va e si dirige verso una casa famiglia per bambini che aveva già adocchiato in precedenza. Si avvicina a un gruppo di suoi coetanei che giocano e si presenta a loro come Phoenix, accettando il nome che Norman le ha dato come segno di sentirsi a tutta gli effetti figlia dell'uomo che l'ha presa con sé che non solo l'ha cresciuta, ma l'ha anche amata e protetta fino alla fine, dando la vita per salvarla e offrirle un futuro felice.
Una breve scena a metà dei titoli di coda mostra il cane di Raylan che si avvicina al corpo apparentemente morto di Norman. La scena termina quando la telecamera si concentra sul cane che lecca le dita di Norman, lasciando intendere che potrebbe essere ancora vivo.

## Produzione
Nel novembre 2016, lo scrittore Fede Álvarez ha annunciato che era in lavorazione un séguito del suo film e che sarebbe tornato come regista.
Nel gennaio 2020, Álvarez è stato sostituito come regista da Rodo Sayagues, il co-autore di entrambi i film, al suo debutto alla regia. In un'intervista del marzo 2021, Stephen Lang ha dichiarato che, in preparazione per riprendere il ruolo di Norman Nordstrom, ha lavorato con la Northeastern Association for the Blind ad Albany, per rappresentare accuratamente i manierismi di un non vedente.
Le riprese principali sono iniziate il 7 agosto 2020 a Belgrado, in Serbia, con Pedro Luque in qualità di direttore della fotografia, di ritorno dal film precedente. La produzione doveva iniziare nell'aprile 2020, ma è stata ritardata a causa della pandemia di COVID-19.
Nel luglio 2020, prima delle riprese, Stephen Lang si è messo in quarantena per dieci giorni dopo essere arrivato in Serbia.Lang ha rivelato che le riprese si sono concluse l'8 ottobre 2020. Entro marzo 2021, si è conclusa la post-produzione del film che Álvarez, lo definì "fantastico e migliore del primo film". Nel maggio 2021, è stato rivelato che Roque Baños aveva composto la colonna sonora del film.

## Distribuzione
Il film è stato distribuito nelle sale negli Stati Uniti il 13 agosto 2021 dalla Sony Pictures Releasing, mentre in Italia, originariamente previsto per il 12 agosto e, successivamente, per il 7 ottobre, è stato distribuito l'11 novembre 2021.

## Accoglienza

### Incassi
Al 12 ottobre 2021, il film ha incassato 32,6 milioni di dollari negli Stati Uniti e in Canada e 14,6 milioni di dollari in altri territori, per un totale mondiale di 47,2 milioni di dollari.
Negli Stati Uniti e in Canada, il film è stato distribuito insieme a Free Guy e Respect, e si prevedeva che avrebbe incassato $ 8-12 milioni da 3.005 sale nel suo weekend di apertura. Il film ha incassato $ 4,4 milioni nel suo primo giorno, inclusi $ 965.000 dalle anteprime di giovedì sera. Ha continuato a debuttare con $ 10,6 milioni, finendo al secondo posto dietro Free Guy. Il film ha guadagnato $ 5,1 milioni nel suo secondo fine settimana (un calo del 51%), finendo quarto, quindi $ 2,8 milioni nel suo terzo fine settimana.

### Critica
Sull'aggregatore di recensioni Rotten Tomatoes, il film ha un punteggio di approvazione del 43% basato su 81 recensioni, con una valutazione media di 4,90/10. Il consenso della critica del sito web recita: "Stephen Lang rimane una presenza elettrizzante e imponente, ma la storia di questo sequel si sforza di trovare una giustificazione per il suo personaggio". Su Metacritic, il film ha un punteggio medio ponderato di 46 su 100, sulla base di 19 critici, indicando "recensioni contrastanti o nella media".
Il pubblico intervistato da CinemaScore ha assegnato al film un voto medio di "B" su una scala da A+ a F, in calo rispetto al "B+" ottenuto da il suo predecessore, mentre PostTrak ha riferito che il 73% dei membri del pubblico gli ha dato un punteggio positivo, con il 55% che afferma che lo raccomanderebbe sicuramente.